# 埃劳夫河畔戈灵
埃尔劳夫河畔戈灵是奥地利下奥地利州梅尔克县的一个市镇。总面积2.71平方公里，总人口1553人，人口密度573.1人/平方公里（2005年）。